# Takumi Horiike
Takumi Horiike (født 6. september 1965) er en japansk fodboldspiller.

## Japans fodboldlandshold
| Japans landshold | Japans landshold | Japans landshold |
| År               | Kmp              | Mål              |
| ---------------- | ---------------- | ---------------- |
| 1986             | 2                | 0                |
| 1987             | 11               | 0                |
| 1988             | 1                | 0                |
| 1989             | 11               | 1                |
| 1990             | 6                | 0                |
| 1991             | 2                | 0                |
| 1992             | 7                | 0                |
| 1993             | 16               | 1                |
| 1994             | 0                | 0                |
| 1995             | 2                | 0                |
| Total            | 58               | 2                |